# 430-е годы до н. э.
430-е (четы́реста тридца́тые) го́ды до на́шей э́ры по пролептическому юлианскому календарю — промежуток времени с 1 января 439 года до н. э. по 31 декабря 430 года до н. э., включающий с 439 по 431 годы 7-го десятилетия  и 430 год 8-го десятилетия V века 1-го тысячелетия до н. э. Им предшествовали 440-е годы до н. э., за ними следовали 420-е годы до н. э. Они закончились 2455 лет назад.

## События
- 439 (Т.Ливий. История… М.,1989-93, т.1, с.189-192) — Консулы Агриппа Менений Ланат и Тит Квинкций Капитолин Барбат (6-й раз). Эдил Луций Минуций. Плебейские трибуны Квинт Цецилий, Квинт Юний и Секст Титиний.
- 439 — Диктатор (№ 5) Л. К. Цинциннат, начальник конницы Сервилий Агала. Казнь Спурия Мелия, обвинённого в стремлении к единовластию. Цинциннат успокоил волнения плебеев.
- 439 — Заговор Спурия Мелия.
- 439 — Статуя поставленная в Риме префекту анноны (снабжения хлебом).
- 439/8 — Афинский архонт-эпоним Главкин.
- 439 — Семь землевладельцев Ниппура заключили контракт с тремя арендаторами царского канала, в числе которых был дом Мурашу. По этому контракту субарендаторы получили право орошать свои поля в течение трёх дней ежемесячно водой из канала. За это они должны были платить арендаторам 1/3 часть урожая и фруктов как «водную подать» с орошаемых земель, а также определённую сумму денег за каждую меру земли.

- 438 (Т.Ливий. История… М.,1989-93, т.1, с.192) — Военные трибуны с консульской властью Мамерк Эмилий Мамерцин, Луций Квинкций Цинциннат (младший) и Луций Юлий Юл.
- 438 — К вейянам отпала римская колония Фидены. Убиты послы римлян Квинт Фульциний, Клелий Тулл, Спурий Антий и Луций Росций.
- 438/7 — Афинский архонт-эпоним Теодор.
- 438 — Фидий завершает работу над статуей Девы Афины и едет в Олимпию ваять статую Зевса.
- 438—437 — Строительство афинских Пропилей архитектором Мнесиклом.
- Царская власть в Боспоре переходит из рук Археанактидов к фракийской династии Спартокидов.
- 438—108 — Династия Спартокидов в Боспорском царстве.
- Начало правления Спартока (Боспорское царство).
- 438 — Завершение Фидием статуи Афины Парфенос.
- 438 — олимп. 85,3. Аттический союз возвращается к первоначальной расценке сбора налогов, сделанной ещё Аристидом.

- Консулы Марк Геганий Мацерин (3-й раз) и Луций Сергий Фиденат[1].
- 437 — Диктатор (№ 6) Мамерк Эмилий Мамерцин, начальник конницы Луций Квинкций Цинциннат Младший, легаты: Тит Квинкций Капитолин Барбат и Марк Фабий Вибулан. Военный трибун Авл Корнелий Косс.
- 437 — Победа над вейянами, фалисками и фиденянами. Триумф диктатора. А.Корнелий Косс убил в поединке царя Толумния и принёс Юпитеру «тучные доспехи».
- 437/6 — Афинский архонт-эпоним Эвтимен.
- 437 — Понтийская экспедиция афинян — поход в Чёрное море.
- 437 — олимп. 85,4. Постройка Амфиполя на Стримоне.
- 437 — Основание Анурадхапуры — столицы сингальского царства на Цейлоне.
- 436[2] — Консулы Луций Папирий Красс и Марк Корнелий Малугинский. Плебейский трибун — Спурий Мелий.
- 436/5 — Афинские архонты-эпонимы Лисимах и Мирринунт.
- 436 — олимп. 86,3. Внесение законопроекта о единой храмовой казне в Афинах.
- 436 — В Риме начинается чума.
- 435[3] — Консулы Гай Юлий Юл (2-й раз) и Луций Вергиний Трикост. Диктатор (№ 7) Квинт Сервилий Приск Фиденат (по Т.Ливию Авл Сервилий Приск или Структ), начальник конницы Постум Эбуций Гельва. Цензоры Гай Фурий Пацил и Марк Геганий Мацерин.
- 435 (444 или 442, по Т.Ливию: 443) — Создание должности цензора, избираемого из патрициев. У цензоров право составлять бюджет, пополнять сенат и исключать некоторых граждан от выборов за порочное поведение.
- 435/4 — Афинский архонт-эпоним Антиохид.
- 435 — Демократический переворот в Эпидамне. Олигархи бегут на Керкиру. Демократы просят помощи у Коринфа. Морское сражение при Левкимне.
- 434[4] — Военные трибуны с консульской властью Сервий Корнелий Косс, Марк Манлий Капитолин и Квинт Сульпиций Камерин Претекстат. (по Т.Ливию — Консулы Марк Манлий и Квинт Сульпиций (по данным Валерия Анциата и Туберона), либо Гай Юлий (в 3-й раз) и Луций Вергиний (во 2-й раз) (по данным Макра Лициния)). Диктатор (№ 8) Мамерк Эмилий Мамерцин, начальник конницы Авл Постумий Туберт.
- 434 — Полномочия цензоров ограничены 1.5 годами.
- 434/3 — Афинский архонт-эпоним Кратет.
- 433 Февраль — Афинский архонт-эпоним Апсевд.
- Военные трибуны с консульской властью Марк Фабий Вибулан, Марк Фолий Флаццинатор и Луций Сергий Фиденат.
- Керкиряне заключают союз с Афинами. Победа в сражении у Сиботских островов афинского флота и сил Керкиры над флотом Коринфа.
- Афиняне посылают отряд в Потидею (колония Коринфа и член Афинского союза) с требованием срыть стены и удалить коринфян.
- Метон Афинский предложил к использованию Метонов цикл, который лёг в основу лунно-солнечного греческого календаря.
- 432 Январь — Афинский архонт-эпоним Пифодор. Эфор-эпоним Спарты Энесий.
- Военные трибуны с консульской властью Луций Пинарий Мамерцин (по Т.Ливию Мамерк), Луций Фурий Медуллин и Спурий Постумий Альб Регилленсис.
- Потидея выходит из союза. Афинский флот начинает военные действия против Потидеи. Начало осады Потидеи. Потидее помогают Коринф и царь Македонии Пердикка.
- Мегарская псефизма (запрет мегарянам торговать на афинском рынке).
- Метон Афинский построил на площади в Афинах гномон для наблюдения солнцестояний.
- Изгнание из Афин философа Анаксагора. Основание Анаксагором философской школы в Лампсаке.
- олимп. 87. Общая сумма налогообложения, сбираемая с союзников в Аттическом союзе, возрастает до 600 талантов, выплачиваемых на девятый месяц аттического года.

- 431 Начало Пелопоннесской войны
- 431[5] — Консулы Тит Квинкций Пун Цинциннат и Гай Юлий Ментон (по Т.Ливию Гней Ю. М.). Диктатор (№ 9) Авл Постумий Туберт, начальник конницы Луций Юлий. Легаты Спурий Постумий Альб, Квинт Сульпиций, Марк Фабий, Марк Геганий.
- 431 — Триумф диктатора за победу над эквами и вольсками.
- 431 — В Риме посвящён храм Аполлона на Марсовом поле
- 431 — Карфагеняне впервые переправили войско на Сицилию. [Т. Ливий, т. 1,с. 202]
- 431/430 — Афинский архонт-эпоним Эвтин. Эфор-эпоним Спарты Брасид.
- 431 — Изгнание из Афин философа Анаксагора (500—428), учителя Перикла. Смерть Фидия (ок. 500—431).
- 431 — Конфликт Афин с Мегарами. Отклонение Афинами спартанского ультиматума. Начало войны.
- 431—404 — Пелопоннесская война.
- 431 — Весна. Нападение фиванцев на Платеи. Вторжение царя Спарты Архидама в Аттику. Опустошение Элевсина и Фриасийской равнины. Население укрывается в Афинах. Афинский флот идёт к берегам Пелопоннеса. Атака афинян на город Метон (Лаконика), отражённая отрядом Брасида.
- ок. 431 — Геродот покидает Фурии.
- 431 — Упоминание Фукидида о солнечном затмении.
- 431 — Постановка трагедии «Медея» Еврипида в Афинах.
- 431 — Начало лета. Вторжение пелопоннесцев, под руководством спартанского царя Архидама, в Аттику. В честь Архидама весь первый период Пелопоннесской войны часто называют Архидамовой войной.
- 431 — Афинский флот совершил рейд вокруг Пелопоннеса.
- 431 — Афиняне провели две карательные экспедиции: с Эгины, за сочувствие спартанцам были изгнаны местные жители и на их землях были поселены афинские колонисты-клерухи; в конце года афиняне проводят вторжение в Мегариду.

- 430[6] — Консулы Луций Папирий Красс и Луций Юлий Юл.
- 430/429 — Афинский архонт-эпоним Аполлодор. Эфор-эпоним Спарты Исанор.
- 430 — Новое вторжение Архидама II в Аттику. Эпидемия чумы в Афинах. Спартанцы быстро покидают Аттику.
- 430 — Неудачное нападение Перикла на Эпидавр. Перикл отстранён от должности стратега.
- Ок. 430 — Поколение Меланиппида с Мелоса и Фриния с Лесбоса.